# Malatesta (estación)
Malatesta es una estación en la Línea C del Metro de Roma.
La estación está ubicada en la Piazza Roberto Malatesta, en el distrito Prenestino-Labicano, que sirve a las áreas de Pigneto y Torpignattara.
Tiene tres entradas, dos en el lado norte de la plaza (en el término de los autobuses urbanos) y una en el este, en la isla de tráfico ubicada en la intersección con Via Roberto Malatesta. El atrio intermedio de la estación, ubicado en correspondencia con la Piazza Hipogeo, ha sido diseñado para albergar actividades comerciales y eventos culturales y se puede acceder desde el nivel de la calle a través de una escalera de travertino. El diseño final de la estación preveía un nuevo desarrollo de la plaza.

## Historia
Los sitios de construcción comenzaron en abril de 2007 [cita requerida] y se terminaron en enero de 2015; completada y confiada a la compañía de transporte público romana ATAC para el ejercicio previo del 12 de mayo de 2015, la estación se abrió al público el 29 de junio de 2015, junto con las otras estaciones de la sección Mirti-Lodi.

## Servicios
La estación dispone de:
- Expendedoras de billetes.